# Замок Арчдейл

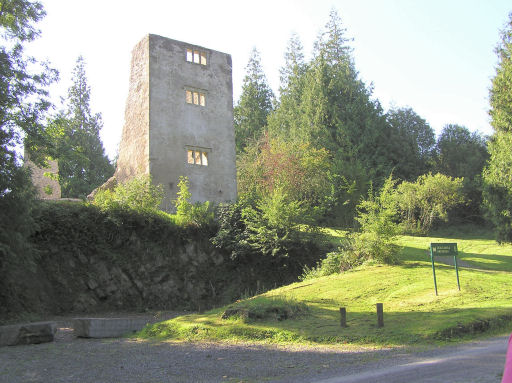
Руїни замку Арчдейл.

Замок Арчдейл (англ. Castle Archdale) — один із замків Ірландії, розташований в графстві Фермана, Північна Ірландія, неподалік від селища Ірвінстоун. Навколо руїн замку є парк, який нині під контролем Управління навколишнього середовища Північної Ірландії.

## Історія
Замком і парком Арчдейл колись володіла аристократична родина Арчдейл, що мала біля замку маєток. Родина Арчдейл поселилася в Ірландії в 1614 році під час колонізації Ірландії англійськими та шотландськими колоністами після остаточного завоювання Ірландії Англією. Замок збудував в 1615 році Джон Арчдейл (пом. 1621), що переселився в Ольстер з Норфолка. Замок був побудований по Т-плану, мав башту висотою 66 футів і 15 футів висотою на кожному куті замку. Після смерті Джона Арчдейла замок успадкував його син Едвард Арчдейл. У 1641 році спалахнуло повстання за незалежність Ірландії. Замок захопили повстанці під проводом Рорі Мак Гвайра. Під час боїв замок був зруйнований.
Згідно легенди під час штурму замку сталася пожежа і всі захисники замку загинули, включаючи і господарів замку — аристократів Арчдейлів. Згідно з цією ж легендою, загинула при цьому вся родина, крім одного сина Едварда Арчдейла, якого медсестра викинула з вікна. Замок знову зазнав руйнувань у 1689 році під час вільямітських (якобітських) війн. У XVIII столітті замок був частково відбудований, але навіть від тої відбудови мало що залишилося — дворик викладений бруківкою, оточений білими будівлями, житлові будинки, інформаційний центр, чайні будиночки. Руїни старого замку розташовані в старій частині парку.
Під час Другої світової війни на території замку Арчдейл була база ВПС союзників. На території бази було розміщено 2500 чоловік. Звідси робили вильоти військові літаки-гідроплани завдання яких було захист кораблів від нападів німецьких підводних човнів. Сьогодні на території замку є музей з експонатами часів Другої світової війни.
Колись до замку Арчдейл прямувала залізниця і була приватна залізнична станція, що була відкрита 13 червня 1866 року, але станція була закрита 3 липня 1950 року. Є пором, що прямує від замку Арчдейл до острова Вайт.